# Allsång på Skansen (musikalbum)
Allsång på Skansen är en dubbel-cd med Allsånger från 2009. På första cd-skivan sjungs låtarna av Anders Lundin med kören från Allsång på Skansen, Kerstin Ryhed, Johanna Nyström och Per-Erik Domargård. På andra cd-skivan spelas samma låtar upp instrumentalt. Musiken framförs av husbandet från Allsång på Skansen under ledning av Kjell Öhman.

## Låtlista
1. Stockholm i mitt hjärta (02:55)
2. Calle Schewens vals (03:20)
3. Säg inte nej, säg kanske (02:52)
4. En gång jag seglar i hamn (01:55)
5. Fröken Fräken (02:29)
6. Gå upp och pröva dina vingar (02:33)
7. Båtlåt (02:13)
8. Säg det i toner (03:10)
9. Sjösala vals (02:43)
10. Augustin (02:13)
11. Flickorna i Småland (02:39)
12. Sommar, sommar, sommar (01:57)
13. Flottarkärlek (02:46)
14. Sommaren är kort (03:13)
15. Sånt är livet ("You Can Have Her") (02:44)
16. Oh boy, oh boy, oh boy! (02:49)
17. Öppna ditt fönster (01:38)
18. De' ä' dans på Brännö brygga (3:42)
19. Torparvisa (03:19)
20. Jag tror på sommaren (03:05)
21. Vår bästa tid är nu (02:37)
22. Änglamark (02:02)

## Listplaceringar
| Lista (2009) | Topplacering |
| ------------ | ------------ |
| Sverige      | 32           |

### Fotnoter
1. ↑  ”Allsång på Skansen / Anders Lundin med Allsångsbandet och Allsångskören”. Svensk mediedatabas. 26 februari 2009. http://smdb.kb.se/catalog/id/002558121. Läst 2 mars 2016.
2. ↑  ”Allsång på Skansen”. Swedishcharts. 26 februari 2009. http://www.swedishcharts.com/showitem.asp?interpret=Anders+Lundin&titel=Alls%E5ng+p%E5+skansen&cat=a. Läst 2 mars 2016.